# Jagdgeschwader 5 »Eismeer«
Jagdgeschwader 5 »Eismeer« je bil lovski letalski polk (Geschwader) v sestavi nemške Luftwaffe med drugo svetovno vojno.

## Organizacija
- štab
- I. skupina
- II. skupina
- III. skupina
- IV. skupina

## Vodstvo polka
Poveljniki polka
- Podpolkovnik Gotthardt Handrick: maj 1942 - junj 1943
- Podpolkovnik Günther Scholz: junij 1943 - maj 1944
- Major Heinrich Ehrler: maj 1944 - februar 1945
- Podpolkovnik Günther Scholz: februar 1945 - maj 1945